# Трансформери (серія фільмів)
«Трансформери» — серія американських науково-фантастичних бойовиків, створена в рамках медіафраншизи навколо одноіменної серії іграшкових роботів. Перші п'ять фільмів: «Трансформери» (2007), «Помста полеглих» (2009), «Темна сторона місяця» (2011), «Час вимирання» (2014) і «Останній лицар» (2017) зняв режисер Майкл Бей, він також виступив продюсером наступних фільмів. 21 грудня 2018 року вийшов спіноф «Бамблбі» від режисера Тревіса Найта. Сьомий фільм «Час звіроботів» від режисера Стівена Кейпла-молодшого вийшов в прокат у 2023 році. Прем'єра анімаційного спінофа «Трансформери: Початок» від режисера Джоша Кулі відбулась у вересні 2024 року.
Дистрибуцією серії займалась компанія Paramount Pictures, над першими двома фільмами працювала компанія DreamWorks Pictures. «Трансформери» отримали здебільшого неоднозначні або негативні відгуки, за винятком «Бамблбі» і «Трансформери: Початок», які були оцінені позитивно. Проєкт став 13-ю найкасовішою серією фільмів із загальними касовими зборами в понад 4,8 мільярда доларів США, зокрема два фільми серії зібрали понад 1 мільярд доларів кожен.

## Фільми
| Фільм                                | Дата випуску в США | Режисер               | Сценарист(и)                               | Розповідь автора                                      | Продюсери                                                                                   |
| ------------------------------------ | ------------------ | --------------------- | ------------------------------------------ | ----------------------------------------------------- | ------------------------------------------------------------------------------------------- |
| Трансформери                         | 3 липня 2007       | Майкл Бей             | Роберто Орчі та Алекс Курцман              | Джон Роджерс, Роберто Орчі та Алекс Курцман           | Єн Брайс, Дон Мерфі, Том Десанто та Лоренцо ді Бонавентура                                  |
| Трансформери 2: Помста полеглих      | 24 червня 2009     | Майкл Бей             | Ерен Крюгер, Роберто Орчі та Алекс Курцман | Ерен Крюгер, Роберто Орчі та Алекс Курцман            | Єн Брайс, Дон Мерфі, Том Десанто та Лоренцо ді Бонавентура                                  |
| Трансформери 3: Темна сторона Місяця | 29 червня 2011     | Майкл Бей             | Ерен Крюгер                                | Ерен Крюгер                                           | Єн Брайс, Дон Мерфі, Том Десанто та Лоренцо ді Бонавентура                                  |
| Трансформери: Час вимирання          | 27 червня 2014     | Майкл Бей             | Ерен Крюгер                                | Ерен Крюгер                                           | Єн Брайс, Дон Мерфі, Том Десанто та Лоренцо ді Бонавентура                                  |
| Трансформери: Останній лицар         | 21 червня 2017     | Майкл Бей             | Кен Нолан, Арт Маркум та Метт Голловей     | Кен Нолан, Арт Маркум, Метт Холлоуей і Аківа Голдсман | Єн Брайс, Дон Мерфі, Том Десанто та Лоренцо ді Бонавентура                                  |
| Бамблбі                              | 21 грудня 2018     | Тревіс Найт           | Христина Ходсон                            | Христина Ходсон                                       | Дон Мерфі, Том Десанто, Майкл Бей, Марк Вахрадян і Лоренцо ді Бонавентура                   |
| Трансформери: Час звіроботів         | 9 червня 2023      | Стівен Кейпл молодший | Джош Пітерс і Дарнелл Метаєр               | Джобі Гарольд                                         | Дон Мерфі, Том Десанто, Майкл Бей, Марк Вахрадян, Дункан Хендерсон і Лоренцо ді Бонавентура |
| Трансформери: Початок                | 20 вересня 2024    | Джош Кулі             | Джош Кулі, Ендрю Баррер і Габріель Феррарі | Ендрю Баррер і Габріель Феррарі                       | Дон Мерфі, Том Десанто, Майкл Бей, Марк Вахрадян, Аарон Дем і Лоренцо ді Бонавентура        |

## Виробництво

### Трансформери (2007)
В 2002 році компанія з виробництва іграшок Hasbro вирішила зняти фільм за мотивами своєї продукції. Продюсер Дон Мерфі планував зняти картину за мотивами лінійки іграшок-солдатиків «G.I. Joe», але через вторгнення США в Ірак було вирішено натомість адаптувати франшизу про Трансформерів. Том Десанто приєднався до Мерфі, тому що був фанатом франшизи. Вони зустрілися з автором коміксів Саймоном Фурманом і назвали мультфільми та комікси Generation 1 своїм головним впливом. Вони зробили «Матрицю Створення» своїм сюжетним пристроєм, хоча Мерфі перейменував її через серію фільмів «Матриця» . ДеСанто вирішив написати обробку з людської точки зору, щоб залучити аудиторію, тоді як Мерфі хотів, щоб вона мала реалістичний тон, що нагадує фільм-катастрофу . У обробці брали участь автоботи Optimus Prime, Ironhide, Jazz, Prowl, Arcee, Ratchet, Wheejack і Bumblebee, а також десептикони Megatron, Starscream, Soundwave, Ravage, Laserbeak, Rumble, Skywarp і Shockwave .
Стівен Спілберг, фанат коміксів та іграшок, став виконавчим продюсером у 2004 році. Джон Роджерс написав першу чернетку, в якій чотири автоботи протистояли чотирьом Десептиконам, і в ній був зображений космічний корабель «Ковчег» . Роберто Орчі та Алекс Курцман, фанати мультфільму, були найняті переписати сценарій у лютому 2005 року Спілберг припустив, що в центрі уваги має бути «хлопчик і його машина». Це сподобалося Орсі та Куртцману, оскільки воно передавало теми дорослості та відповідальності, "те, що символізує автомобіль у Сполучених Штатах ". Персонажі Сема та Мікаели були єдиною точкою зору, викладеною в першому проекті Орсі та Курцмана. У «Трансформерах» не було діалогів, оскільки продюсери боялися, що розмовляючі роботи виглядатимуть смішно. Сценаристи вважали, що навіть якщо це виглядатиме безглуздо, якщо роботи не розмовлятимуть, це зрадить фанатів. Перший проект також мав сцену битви у Великому каньйоні . Спілберг прочитав кожну з чернеток Орчі та Курцмана та зробив примітки для вдосконалення. Сценаристи продовжували брати участь протягом усього виробництва, додаючи додаткові діалоги для роботів під час мікшування звуку (хоча нічого з цього не було збережено у фінальному фільмі, який був на п'ятнадцять хвилин коротшим за початкову частину). Остаточний путівник Фурмана, опублікований Дорлінгом Кіндерслі, залишався джерелом для письменників протягом усього виробництва. Основна директива була використана як підроблена робоча назва . Так само називався перший комікс Dreamwave Productions про Трансформерів.
30 липня 2005 року Спілберг запропонував Майклу Бею стати режисером, але він відкинув фільм, назвавши його «дурним іграшковим фільмом». Тим не менш, він хотів працювати зі Спілбергом і отримав нову повагу до міфології після відвідування Hasbro. Бей вважав перший проект «занадто дитячим», тому він збільшив роль військових у цій історії. Сценаристи шукали натхнення у GI Joe для персонажів солдатів, намагаючись не змішувати бренди. Оскільки Орчі та Курцман були стурбовані тим, що фільм може виглядати як рекламний ролик про набір військових, вони вирішили змусити військових повірити, що за нападом Десептиконів стоять такі країни, як Іран, а також зробити Десептиконів переважно військовими транспортними засобами. Боротьба Леннокса, щоб дістатися до телефонної лінії Пентагону, в той час як він бореться з безпорадним оператором зі справжнього облікового запису, який йому надав солдат під час роботи над іншим фільмом.
Орчі та Курцман експериментували з багатьма роботами із серіалу, зрештою вибравши персонажів, які найбільше подобаються режисерам, щоб створити остаточний акторський склад. Бей визнав, що більшість Десептиконів були обрані до того, як були розроблені їхні імена чи ролі, оскільки Hasbro довелося почати розробляти іграшки. Деякі з їхніх імен були змінені, оскільки Бей був засмучений тим, що вони були оприлюднені. Оптимус, Мегатрон, Бамблбі та Старскрім були єдиними персонажами, присутніми в кожній версії сценарію. Арсі був трансформером, представленим Орсі та Курцманом, але був виключений, оскільки їм було важко пояснити стать робота; Бею також не сподобався її образ байкера, який здався йому занадто маленьким. Також було відкинуто ранню ідею, щоб Десептикони одночасно завдавали ударів по кількох місцях по всьому світу, пізніше використавши її в сиквелах фільму.

### Трансформери 2: Помста полеглих (2009)
У вересні 2007 року Paramount оголосила дату виходу сиквела «Трансформерів» на кінець червня 2009 року. Основною перешкодою, яку вдалося подолати під час виробництва фільму, був страйк Гільдії сценаристів Америки в 2007—2008 роках, а також можливі страйки Гільдії режисерів Америки та Гільдії кіноакторів . Бей почав створювати анімацію екшн-послідовностей із персонажами, відкинутими для фільму 2007 року; це дозволить аніматорам завершити сцени, якщо Гільдія режисерів Америки оголосить страйк у липні 2008 року, чого врешті-решт не відбулося. Режисер розглядав можливість створити невеликий проект між «Трансформерами» та його продовженням, але знав, що «у вас є ваша дитина, і ви не хочете, щоб її забрав хтось інший». Фільм отримав $200 мільйонний бюджет, який становив $50 мільйонів більше, ніж у фільмі 2007 року, і деякі екшн-сцени, відхилені для оригіналу, були записані в продовження, наприклад те, як Оптимус знову представлений у цьому фільмі. Лоренцо ді Бонавентура сказав, що студія запропонувала зняти два продовження одночасно, але він і Бей погодилися, що це не правильний напрямок для серіалу.
Сценаристи Роберто Орчі та Алекс Курцман спочатку відмовилися від продовження через щільний графік. Студія почала залицятися до інших письменників у травні 2007, але оскільки вони не були вражені своїми виступами, вони переконали Орсі та Курцмана повернутися. Студія також підписала контракт на Ерена Крюгера, оскільки він вразив президента Bay and Hasbro Брайана Голднера своїми знаннями про міфологію Трансформерів і тому, що він був друзями з Орсі та Курцманом. Авторське тріо отримувало 8 доларів мільйон. Написання сценарію було перервано через страйк Гільдії письменників Америки в 2007—2008 роках, але щоб уникнути затримок у виробництві, сценаристи витратили два тижні на написання обробки, яку вони передали в ніч перед початком страйку, і Бей розширив план до sixty-page scriptment, конкретизуючи дію, додаючи більше жартів, а також вибираючи більшість нових персонажів. Троє сценаристів витратили чотири місяці на завершення сценарію, «замкнені» у двох готельних номерах на Бей: Крюгер писав у своїй кімнаті, а тріо перевіряло роботу один одного двічі на день.
Орчі описав тему фільму як «перебування далеко від дому», коли автоботи розмірковують про життя на Землі, оскільки вони не можуть відновити Кібертрон, а Сем навчається в коледжі. Він хотів, щоб фокус між роботами та людьми був «набагато більш рівномірним», щоб «ставки були вищими», а елементи наукової фантастики — більш помітними. Лоренцо ді Бонавентура сказав, що загалом у фільмі близько сорока роботів, тоді як Скотт Фаррар з ILM сказав, що насправді їх шістдесят. Орчі додав, що він хотів більше «модулювати» гумор і відчував, що впорався з більш «епатажними» жартами, збалансувавши їх із серйознішим сюжетним підходом до міфології Трансформерів. Бей погодився, що він хотів порадувати шанувальників, зробивши тон темнішим і що «мами вважатимуть, що це досить безпечно, щоб повернути дітей у кіно», незважаючи на його фірмове почуття гумору. 
До виходу «Трансформерів» у продюсера ДеСанто була «дуже крута ідея» представити Діноботів тоді як Бей цікавився авіаносцем, який вилучили з фільму 2007 року. Орці стверджували, що вони не включили цих персонажів у «Помсту полеглих», тому що вони не могли придумати спосіб виправдати вибір форми Діноботів і не змогли поміститися на авіаносець. Орчі також зізнався, що він також зневажливо ставився до Dinobots, оскільки він не любить динозаврів. «Я визнаю, що я дивний у цьому відділі», — сказав він, але він став більше любити їх під час зйомок через їхню популярність серед шанувальників. Він додав: «Я не розумію, чому Трансформер відчуває потребу маскуватися перед купою ящірок. Я маю на увазі, що стосується кіно. Щойно широка аудиторія все зрозуміє, можливо, Dinobots у майбутньому». Однак Майкл Бей сказав, що ненавидить Діноботів, і вони ніколи не розглядалися для того, щоб бути показаними у фільмах. Це останній фільм у серії, який розповсюджуватиме DreamWorks.

### Трансформери 3: Темна сторона Місяця (2011)
Для третього фільму, як попереджувальний захід перед випуском «Помсти полеглих», Майкл Лучі та Paramount оголосили 16 березня 2009 року, що третій фільм буде випущено в IMAX 3-D 1 липня 2011 року, який отримав здивована відповідь директора Бея. Співавтор сценарію "Помсти загиблих ' Ерен Крюгер став єдиним сценаристом «Темної сторони місяця» . Крюгер часто зустрічався з виробниками візуальних ефектів CGI Industrial Light &amp; Magic (ILM), які пропонували такі сюжетні моменти, як сцени в Чорнобилі.
1 жовтня 2009 року Бей виявив, що «Темна сторона Місяця» вже перейшла на підготовче виробництво, і його запланована дата випуску повернулася до початково запланованої дати 1 липня 2011 року, а не 2012 року Через пожвавлення інтересу до 3-D технології, викликаного успіхом «Аватара», переговори між Paramount, ILM і Bay розглядали можливість зйомок наступного фільму «Трансформери» у 3-D, і було проведено тестування, щоб запровадити технологію в роботу Бея. Спочатку Бей не дуже цікавився форматом, оскільки вважав, що він не відповідає його «агресивному стилю» створення фільмів, але він переконався в цьому після переговорів з режисером «Аватара» Джеймсом Кемероном, який навіть запропонував технічну групу з цього фільму. Як повідомляється, Кемерон сказав Бей про 3-D: «Ви повинні дивитися на це як на іграшку, це ще один цікавий інструмент, який допомагає отримати емоції та характер і створити враження». Бей не хотів знімати за допомогою тривимірних камер, оскільки під час тестування він виявив, що вони надто громіздкі для його стилю зйомки, але він також не хотів застосовувати цю технологію в постпродакшні, оскільки його не влаштовували результати. На додаток до використання камери 3-D Fusion, розробленої командою Кемерона, Бей і команда витратили дев'ять місяців на розробку більш портативної 3-D камери, яку можна було б доставити на місце. У день виходу фільму Шайа ЛаБаф оголосив, що Темна сторона Місяця стане його останнім фільмом про Трансформерів .
У прихованому екстра для Blu-ray релізу Revenge of the Fallen Бей висловив свій намір зняти Трансформери 3 не обов'язково більше, ніж Revenge of the Fallen, але натомість глибше в міфологію, щоб дати їй більше розвитку персонажів і зробити її темнішою та емоційнішою. До цього моменту фільм називався «Трансформери 3», але в жовтні 2010 року стало відомо, що його остаточна назва — «Темна сторона Місяця» Після того, як «Помста полеглих» була майже повсюдно критикована критиками, Бей визнав загальні недоліки сценарію, звинувативши страйк Гільдії сценаристів Америки в 2007—2008 роках, що передував фільму, у багатьох проблемах. Бей пообіцяв, що не буде «дурної комедії» з минулого фільму.

### Трансформери: Час вимирання (2014)
У лютому 2012 року продюсер ді Бонавентура заявив, що четвертий фільм знаходиться в роботі, який планується випустити в 2014 році, режисером і продюсером якого буде Майкл Бей. Того ж дня Paramount Pictures і Майкл Бей оголосили дату виходу четвертого фільму на 27 червня 2014 року. Ерен Крюгер напише сценарій, а Стів Яблонскі — музику до фільму, як і в попередньому фільмі. Дія фільму розгортається через п'ять років після подій у фільмі «Трансформери: Темна сторона Місяця» . Шайа ЛаБаф не повернувся в жодному майбутньому. Натомість Марк Уолберг отримав головну роль нового персонажа Кейда Єгера. У листопаді 2012 року кастинг почав пошуки ще двох головних ролей. Ізабель Корніш, Нікола Пелтц, Габріелла Уайлд і Маргарет Куеллі розглядалися на роль доньки Кейд Тесси Йегер, а Люк Граймс, Лендон Лібуарон, Брентон Туейтс, Джек Рейнор і Хантер Перріш — на роль бойфренда Тесси, який керує гоночним автомобілем., Шейн Дайсон. Бей оголосив на своєму веб-сайті, що Рейнор зіграє Шейна і що четвертий фільм почне наступну частину загальної серії; фільм мав бути темнішим продовженням «Темної сторони Місяця» та мати інше відчуття. Його роль мав повторити Пітер Каллен, який озвучив у фільмі Оптимуса Прайма . Тайріз Гібсон вів переговори щодо повторної ролі сержанта. Роберт Еппс з оригінальної трилогії. Гленн Моршоуер заявив, що з ним укладено контракти на два фільми, і він має повторити свою роль. Пізніше було оголошено, що він не повернеться до наступного фільму. З бюджетом у 165 мільйонів доларів зйомки мали відбутися в Лондоні в період з квітня по листопад 2013 року, коли завершиться монтаж ще одного фільму «Біль і прибуток», який режисерував Бей.
8 січня 2013 року було оголошено, що Рейнор приєднається до Уолберга в лідерах. 26 березня 2013 року Нікола Пельц була обрана на головну жіночу роль. Бей підтвердив, що фільм мав бути у 3D. Бей розповів Collider, що актор Стенлі Туччі приєднався до акторського складу, і що фільм стане першим художнім фільмом, знятим за допомогою менших цифрових 3D-камер IMAX . 1 травня 2013 року актор Келсі Греммер отримав роль головного лиходія-людини на ім'я «Гарольд Аттінгер». 6 травня 2013 року акторка Софія Майлс була обрана на головну роль другого плану. Того ж місяця до акторського складу приєдналися китайська актриса Лі Бінбін і комік Ті Джей Міллер .
Актор Ті Джей Міллер зіграє найкращого друга персонажа Уолберга, який є механіком. Також було виявлено двох автоботів, які мали такі альтернативні режими: чорно-синій Bugatti Veyron Grand Sport Vitesse 2013 року. під назвою «Drift» і зелений концепт C7 Corvette Stingray 2014 під назвою Crosshairs. Вантажівка від Western Star Trucks стане новим альтернативним режимом Оптимуса Прайма для фільму. Виявилося, що новий альтернативний режим Бамблбі — це модифікований старовинний Chevrolet Camaro 1967 року випуску, який пізніше трансформується в концепт Chevrolet Camaro 2014 року. Також було виявлено зелену військову машину (пізніше було підтверджено, що це Hound) і білу машину швидкого реагування.
Зйомки почалися в червні 2013 року в Детройті, Чикаго, Остіні, Лос-Анджелесі та Гонконгу . Фільм вийшов на екрани 27 червня 2014 року

### Трансформери: Останній лицар (2017)
У березні 2015 року Deadline Hollywood повідомив, що Paramount Pictures веде переговори з Аківою Голдсманом про те, щоб представити нові ідеї для майбутніх частин франшизи «Трансформери» . Студія має намір зробити те, що робили Джеймс Кемерон і 20th Century Fox, плануючи три продовження «Аватара», і те, що зробив Дісней, щоб відродити «Зоряні війни» з продовженнями та поділками. Paramount хоче мати власний кінематографічний всесвіт для Трансформерів, схожий на Marvel / Disney ’s Marvel Cinematic Universe (який був однією з попередніх серій фільмів Paramount), і DC Comics / Warner Bros. Розширений всесвіт DC . Голдсман є керівником майбутніх проектів і працював з директором франшизи Майклом Беєм, виконавчим продюсером Стівеном Спілбергом і продюсером Лоренцо ді Бонавентура, щоб організувати «кімнату сценаристів», яка виношує ідеї для потенційних сиквелів, приквелів і спін-офів " Трансформерів ". Серед членів кімнати сценаристів: Крістіна Годсон, Ліндсі Бір, Ендрю Баррер і Габріель Феррарі (Людина-мураха), Роберт Кіркман (Ходячі мерці), Арт Маркум і Метт Холловей, Зак Пенн (Тихоокеанське повстання), Джефф Пінкнер (Дивовижна Людина-павук 2), Кен Нолан і Женева Робертсон-Дворет. Кіркман залишив кімнату лише через один день, щоб зробити операцію на горлі. У липні 2015 року Аківа Голдсман і Джефф Пінкнер були оголошені сценаристами п'ятого фільму «Трансформери» . Однак 20 листопада, завдяки зобов'язанням Голдсмана створити кімнату для сценаристів для GI Joe і Micronauts, Paramount розпочала переговори з Артом Маркумом і Меттом Холловеєм ("Залізна людина "), а також Кеном Ноланом (" Black Hawk Down "), щоб написати фільм. Ліндсі Бір і Женева Робертсон-Дворет також були взяті на борт для написання обов'язків.
Після "Трансформерів: Епоха винищення " Бей вирішив не знімати майбутніх фільмів про «Трансформерів» . Але на початку січня 2016 року в інтерв'ю Rolling Stone він заявив, що повернеться до зйомки п'ятого фільму, і що це буде його останній фільм про Трансформерів . Студія Paramount Pictures витратила 80 мільйонів доларів на виробництво в Мічигані в обмін на 21 мільйон доларів у вигляді державних стимулів згідно з угодами, укладеними до того, як законодавча влада штату скасувала програму стимулювання кінофільмів у липні 2015 року У квітні 2016 року Paramount найняла оператора Джонатана Селу. 17 травня Бей оголосив офіційну назву фільму «Останній лицар» у своєму обліковому записі Instagram, де він також опублікував постановочне відео, на якому крупним планом показано обличчя Оптимуса Прайма з фіолетовими очима замість блакитних, і його обличчя в основному знебарвлене. . В офіційному акаунті Twitter було показано 19-секундне коротке відео азбукою Морзе, що перекладається як «Я йду за тобою 31 травня». 31 травня стало відомо, що Мегатрон повернеться в сиквелі.

### Бамблбі (2018)
Бамблбі — це спін-офф фільму, в центрі якого лежить однойменний персонаж серіалу «Трансформери» . Це мав бути приквел серії фільмів, потім його оголосили перезапуском франшизи. Дизайн і стиль фільму включали як елементи існуючої франшизи, так і вплив франшизи іграшок «Трансформери: Перше покоління» .
Основні зйомки фільму почалися в липні 2017 року в Лос-Анджелесі та Сан-Франциско, Каліфорнія. Він був випущений 21 грудня 2018 року та отримав позитивні відгуки. Після успіху фільму у критиків Hasbro має намір продовжувати та розвивати франшизу, подібну до «Бамблбі» .

### Трансформери: Час звіроботів (2023)
У березні 2019 року продюсер Лоренцо ді Бонавентура оголосив про поточні розробки щодо продовження «Бамблбі» . У січні 2020 року було офіційно оголошено, що розробляється сиквел «Бамблбі» за сценарієм Джобі Гарольда, а також адаптація «Трансформерів: Повстання звірів» за сценарієм Джеймса Вандербільта . Вихід фільму був запланований на 24 червня 2022 року в травні того ж року, а в листопаді Стівена Кейпла-молодшого було найнято режисером проекту, який одночасно є продовженням «Бамблбі» і «Повстання звірів» . адаптація. У квітні 2021 року Ентоні Рамос був обраний на одну з головних ролей у фільмі, а Домінік Фішбек веде останні переговори щодо виконання головної ролі. Проект буде спільним виробництвом Hasbro, eOne і Paramount Pictures.
Основні зйомки розпочалися в червні 2021 року, офіційна назва — «Трансформери: Повстання звірів», дія якої, як підтверджено, розгортається після подій у «Бамблбі» . Реліз Rise of the Beasts був запланований на 24 червня 2022 року, але був відкладений на 9 червня 2023 року

### Трансформери: Початок (2024)
У вересні 2015 року Ендрю Баррер і Габріель Феррарі, які раніше були частиною спільної кімнати сценаристів всесвіту, були найняті для написання фільму, який досліджуватиме походження Кібертрона з робочою назвою «Трансформери один». У квітні 2020 року Джош Кулі підписав контракт на постановку анімаційного приквела. Баррер і Феррарі спільно з Кулі напишуть нову чернетку свого попереднього сценарію. Продюсерами виступлять Лоренцо ді Бонавентура та Марк Ваградян. Історія повністю розгортатиметься на Кібертроні та досліджуватиме стосунки між Оптимусом Праймом і Мегатроном, «окремо та окремо» від того, що було зображено в живих фільмах. Проект буде спільним виробництвом Hasbro Entertainment, eOne, Paramount Animation і Paramount Pictures. Вихід фільму запланований на 19 липня 2024 року

### Майбутнє
- Анхель Мануель Сото без назви : у березні 2021 року розпочато роботу над ще одним фільмом режисера Анхеля Мануеля Сото за сценарієм Марко Раміреса. Сюжет розгортатиметься окремо від фільмів, які вийшли раніше, а Лоренцо ді Бонавентура, Дон Мерфі та Том Десанто залишаться задіяними у своїх продюсерських ролях. Проект буде спільним виробництвом eOne і Paramount Pictures.[123]
- Продовження «Повстання звірів» : у лютому 2022 року на заході інвесторів ViacomCBS компанія Paramount оголосила, що «Повстання звірів» стане першою частиною нової трилогії фільмів.[124][125]
- Продовження «Трансформери: Останній лицар» : спочатку оголошено під час поточних планів щодо «Кінематографічного всесвіту Трансформерів» із запланованою датою випуску 28 червня 2019 року; фільм було вилучено з графіка прокату Paramount після негативного сприйняття «Останнього лицаря» .[126] У березні 2019 року продюсер Лоренцо ді Бонавентура підтвердив, що ще один фільм під назвою " Трансформери 7 " все ще знаходиться в стадії розробки[107], хоча фільм не буде прямим продовженням попередньої частини.[127] У вересні 2021 року Джош Дюамель висловив зацікавленість повторити свою роль полковника. Вільям Леннокс.[128]

## Потенційний спільний всесвіт
У березні 2013 року, під час випуску GI Joe: Retaliation, продюсер ді Бонавентура оголосив про плани студії розробити кросовер GI Joe /Transformers . 26 липня 2013 року режисер GI Joe: Retaliation Джон М. Чу заявив, що він також зацікавлений у зйомці кросоверного фільму Трансформери/GI Joe . Незважаючи на те, що ді Бонавентура заявив, що кросовер не входив у найближчі плани для франшиз, він визнав, що це те, що вони збиралися зробити. У липні 2021 року продюсер Ді Бонавентура та актор Генрі Голдінг висловили інтерес до можливості зняти кросовер.
У березні 2015 року Paramount найняв лауреата премії «Оскар» сценариста Аківу Голдсмана для спостереження та складання команди сценаристів, щоб представити ідеї для майбутніх фільмів з наміром розширити франшизу до кінематографічного всесвіту. Дванадцять окремих історій були написані та представлені для кінематографічного всесвіту. Голдсману було доручено розробити багатосерійну сюжетну лінію продовження разом із приквелами та побічними фільмами. «Мозковий трест» був доручений керувати виробництвом цих історій, включаючи Голдсмана, Майкла Бея та продюсерів Стівена Спілберга та Лоренцо ді Бонавентуру. Команда сценаристів, які були найняті, включала: Роберта Кіркмана, Арта Маркума, Метта Холловея, Зака Пенна, Джеффа Пінкнера, Ендрю Баррера, Габріеля Феррарі, Крістіну Годсон, Ліндсі Бір, Кена Нолана, Женеву Робертсон-Дворет і Стівена ДеНайта . Ґолдсман описав процес співпраці в кімнаті письменника як спосіб планування історій, які можна далі розвинути в проектах, схвалених мозковим трестом; стверджуючи: «…якщо один із сценаристів виявляє прихильність до [конкретної історії], вони можуть рухатися вперед у трактуваннях, які були б конкретизовані всією кімнатою». У серпні 2017 року, після поганого прийому «Останнього лицаря», співавтором сценарію якого є Голдсман, режисер офіційно залишив франшизу.
У грудні 2018 року ді Бонавентура заявив, що в серії будуть інші фільми, а також визнав, що франшиза внесе деякі зміни в тон і стиль завдяки успіху «Бамблбі» .

## Короткометражні фільми
| Назва                                     | Дата випуску в США | Директор(и)                                              | Сценарист(и)               | Розповідь автора      | Виробник(и)                                                               |
| ----------------------------------------- | ------------------ | -------------------------------------------------------- | -------------------------- | --------------------- | ------------------------------------------------------------------------- |
| Трансформери: Початок                     | 16 жовтня 2007     | Крейг С. Філіпс, Гарольд Хейс мол. і Майкл Вайт-молодший | Кріс Раялл і Саймон Фурман | Кріс Раялл            | Джошуа Фостер                                                             |
| Агент Бернс: Ласкаво просимо до сектору 7 | 2 квітня 2019      | Тревіс Найт                                              | Христина Ходсон            | Христина Ходсон       | Дон Мерфі, Том Десанто, Майкл Бей, Марк Вахрадян і Лоренцо ді Бонавентура |
| Пригоди в секторі 7: Битва біля Хаф-Доуму | 2 квітня 2019      | Лесса Міллет і Джонатан Пецца                            | Джордан Б. Горфінкель      | Джордан Б. Горфінкель | Тайлер Торнберг і Майкл Броснан                                           |

### Трансформери: Початок (2007)
Випущено окремо від першого фільму, випущеного в домашніх умовах у жовтні 2007 року, на DVD як ексклюзив Walmart; Короткометражний анімаційний приквел, представлений у формі коміксу з розповіддю персонажа Бамблбі. Марк Райан озвучує цю роль, а в короткометражному фільмі показано прибуття Мегатрона на Землю, а також відкриття Арчібальда Вітвікі через 4 мільйони років. Короткометражка переходить до 2003 року з прибуттям Бамблбі на Землю та погонею Сектора 7 за ним.

### Sector 7 Archive (2019)
Два короткометражні фільми, випущені на випуску домашнього відео Бамблбі, були випущені під лейблом «Sector 7 Archive»

#### Агент Бернс: Ласкаво просимо в сектор 7 (2019)
Короткий ролик, випущений як орієнтаційне відео у всесвіті, де агент Бернс звертається до нових найманців.

#### Sector 7 Adventures: The Battle at Half Dome (2019)
Короткометражний фільм, випущений у формі анімаційного коміксу, дія якого відбувається через два роки після подій у Бамблбі, де зображено бійку між Бамблбі та Саундвейвом. Коли Саундвейв атакує Сектор 7, Бамблбі прибуває, щоб захистити їх. Під час наступної битви Саундвейв вимагає від Сектора 7 повернути те, що належить Десептиконам.
Веб-міні-серіал із 13 епізодів, випущений у 2010 році, дія якого розгортається в рамках та з використанням дизайну Трансформерів із безперервних бойовиків. Він був випущений на веб-сайті Hasbro і в 2011 році перевиданий на офіційному YouTube-каналі Transformers. Серіал був створений TG Studios всього за три місяці.  Дія розгортається між подіями «Помсти полеглих» і «Темної сторони місяця» .

### Перше життя Бамблбі на Землі (2019)
3-серійний переказ першої половини фільму «Бамблбі» без спойлерів. Був випущений на японському twitter-аккаунті Paramount Pictures.

## Сприйняття

### Касові збори
| Фільм | Дата випуску        | Касовий дохід         | Касовий дохід         | Касовий дохід | Касовий рейтинг за весь час | Касовий рейтинг за весь час | Бюджет                | Прим.           |
| Фільм | Дата випуску        | Північна Америка      | Решта країн           | Усього        | Північна Америка            | По всьому світу             | Бюджет                | Прим.           |
| --- | ------------------- | --------------------- | --------------------- | ------------- | --------------------------- | --------------------------- | --------------------- | --------------- |
| Трансформери | 3 липня 2007 року   | $319,2 млн            | $390,5 млн            | $709,7 млн    | #36 #114 (A)                | #95                         | 150 мільйонів доларів | [ 146 ]         |
| Трансформери: Помста полеглих                                                                                              | 24 червня 2009 року | $402,1 млн            | $434,2 млн            | $836,3 млн    | #18 #81 (A)                 | #60                         | 200 мільйонів доларів | [ 147 ]         |
| Трансформери: Темний бік місяця                                                                                            | 29 червня 2011 року | $352,4 млн            | $771,4 млн            | $1,12 млрд    | #27 #129 (A)                | #15                         | 195 мільйонів доларів | [ 148 ]         |
| Трансформери: Епоха винищення                                                                                              | 27 червня 2014 року | $245,4 млн            | $858,6 млн            | $1,10 млрд    | #91                         | #18                         | 210 мільйонів доларів | [ 149 ]         |
| Трансформери: Останній лицар                                                                                               | 21 червня 2017 року | $130,2 млн            | $475,3 млн            | $605,4 млн    | #460                        | #146                        | $217–260 млн          | [ 150 ] [ 151 ] |
| Бамблбі | 21 грудня 2018 року | $127,2 млн            | $340,8 млн            | $468 млн      | #483                        | #229                        | 135 мільйонів доларів | [ 152 ]         |
| Всього | Всього              | 1.58 мільярда доларів | 3.27 мільярда доларів | $ 4.85 млрд   |                             |                             | $1,1 млрд             |                 |
| Індикатор(и) списку - (A) вказує скориговані загальні суми на основі поточних цін на квитки (розраховані Box Office Mojo). |                     |                       |                       |               |                             |                             |                       |                 |

## Виноски
1. ↑  Оригінальна лінійка іграшок Трансформери була розроблена на базі двох вже існуючих японських лінійок іграшок меха — Diaclone та Microman від Takara.[154] У 2006 Takara злилася з Tomy, чим було утворено нову компанію, Takara Tomy.